# Orkut
Orkut was een virtuele gemeenschap die ontwikkeld werd om gebruikers te helpen bij het vinden van nieuwe vrienden en onderhouden van bestaande relaties enerzijds en om gegevens over de deelnemers te verzamelen anderzijds.
Orkut is stilletjes gelanceerd op 22 januari 2004 door zoekmachine-fabrikant Google Inc. De dienst is ontwikkeld door de Turkse designer en Stanford-universiteit-medewerker Orkut Büyükkökten als een vrij project tijdens zijn werk bij Google. Systemen als Orkut staan over het algemeen bekend als sociale netwerken of virtuele gemeenschappen.
Iedere deelnemer aan Orkut kon een community starten, dit was een soort forum op de site dat over een bepaald onderwerp gaat. Aan de community's waar een gebruiker aan deelneemt kon men enigszins zien welke interesses die persoon heeft. Er waren community's voor steden zoals Amsterdam en Londen, voor universiteiten zoals de Universiteit Utrecht en de Universiteit van Amsterdam, voor huisdieren zoals katten en honden, enzovoorts.
Nieuwe leden werden alleen op Orkut toegelaten (in elk geval tijdens de testfase) op uitnodiging van iemand die al een gebruiker was, zoals ook het geval was bij de introductie van Gmail. Dit had tot gevolg dat sommige gebruikers tijdens de testfase via veilingsites zichzelf aanboden om mensen lid te maken tegen betaling.
Orkut had ongeveer 120 miljoen geregistreerde gebruikers.
Bij sommige opiniemakers waren zorgen over hoe Orkut omging met privacy en auteursrecht, bijvoorbeeld journalist Karin Spaink schreef hierover.
Op 30 september 2014 werd Orkut stopgezet. Het bedrijf wilde zich meer richten op Google+, Blogger en YouTube.